# Francisco Javier Aguilera Blanco
Francisco Javier Aguilera Blanco, més conegut com a Luna, és un futbolista andalús, nascut el 23 de setembre de 1971 a Jerez de la Frontera. Ocupa la posició de davanter.

## Trajectòria
La carrera de Luna es va iniciar a diversos equips inferiors andalusos, com el Puerto Real CF, el San Fernando i el Marmol Macael, fins que a l'estiu de 1995 fitxa per l'Almeria, on un gran inici de lliga fan que l'Albacete Balompié es fixe en ell i l'hi incorpore al mercat d'hivern. Luna debuta a la Primera Divisió al desembre de 1995 i juga fins a 25 partits eixe any i marcant 10 gols, que no van fer servir perquè els manxecs aguantaren la categoria.
Començla temporada 96/97 amb l'Albacete a Segona, i de nou al mercat d'hivern retorna a Primera, ara a l'Sporting de Gijón, on juga 23 partits i marca 4 gols. A la temporada següent, en la qual els asturians seran cuers, Luna tot just apareix en 12 ocasions, tot i així, marca tres gols.
El 1998 fitxa per l'Hèrcules d'Alacant on juga 27 partits i marca sis gols i al següent any retorna a l'Sporting, on no gaudeix de massa minuts. L'any 2000 comença la seua trajectòria internacional, que el duria per Mèxic (C.F. Monterrey) i per Escòcia (Dundee i Hibernian).
Retorna a la competició espanyola el 2002, de nou a l'Almeria. Al club andalús milita quatre anys en els quals té una rellevant aportació al seu equip. El 2006 passaria a l'Écija Balompié, de Segona B, club en el qual milita actualment.